# Pavel Svedomskij
Pavel Aleksandrovič Svedomskij (in russo Павел Александрович Сведомский?; San Pietroburgo, 7 giugno 1849 – Roma, 27 agosto 1904) è stato un pittore russo.

## Biografia

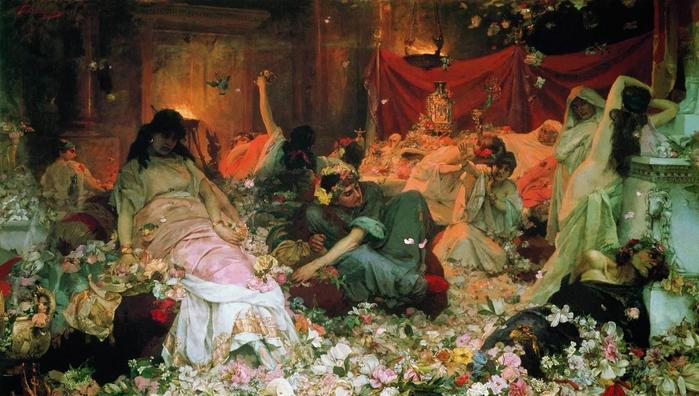
Sepolto nei fiori (1886).

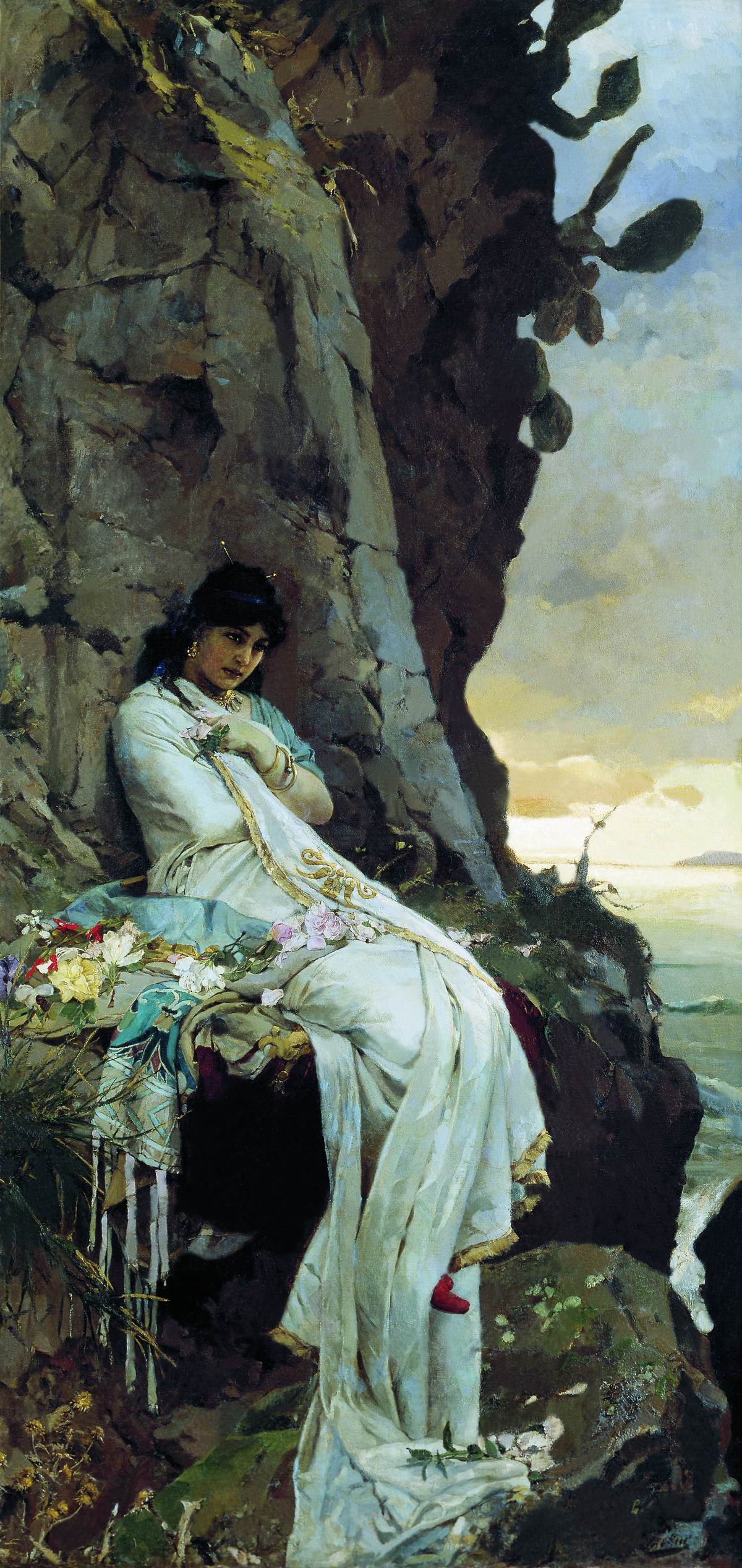
Giulia esiliata a Ventone, dipinto di Svedomskij.

Svedomskij apparteneva alla nobiltà russa ereditaria. Insieme a suo fratello Aleksandr trascorse l'infanzia nella tenuta di famiglia Michajlovskij Zavod, situata a Perm'. Nel 1870 Pavel entrò all'Accademia delle arti di Düsseldorf, ma studiò lì solo pochi mesi. Svedomskij viaggiò attraverso l'Europa con il fratello, fino a stabilirsi a Roma nel 1875. Morì lì nel 1904 e fu sepolto, come Aleksandr, nel Cimitero protestante.
Svedomskij dipinse con vari stili pittorici. Il dipinto Medusa (1882) fu acquistato da Pavel Tret'jakov per essere esposto nella Galleria Tret'jakov.
Lavorando nella cattedrale di San Vladimiro a Kiev, Svedomskij dipinse le navate nord e sud della cattedrale, creando sei scene della vita di Gesù: La risurrezione di Lazzaro, L'entrata di Cristo a Gerusalemme, L' ultima cena, L' agonia in giardino, Il processo di Pilato, La crocifissione e l'Ascensione. Durante i suoi ultimi anni Svedomskij dipinse soggetti prevalentemente russi, dipingendo La povera sposa, Stolto in Cristo, L'incendio di Mosca 1812 (1879) e L'Esecuzione di Ermak. Le opere di Svedomskij sono disseminate in vari musei centrali e regionali. La Galleria Tret'jakov ospita cinque dei suoi dipinti e la Galleria Statale di Perm' alcuni suoi schizzi.